# Celbridge
Celbridge (Cill Droichid en irlandais) est une ville du comté de Kildare en Irlande.
Celbridge se situe sur le fleuve Liffey. À environ 22 kilomètres de Dublin, elle fait partie de la zone métropolitaine de Dublin.
Celbridge s'est considérablement étendue ces dernières années, bien que la plupart des commerces et des services soient toujours regroupés autour d'une unique rue principale. La ville a conservé son caractère, ce qui n'est pas le cas de la plupart des villes qui entourent Dublin.
La ville de Celbridge compte plus de 21 000 habitants.

## Toponymie
Le nom Celbridge est dérivé de l'irlandais Cill Droichid signifiant "Église du pont" ou "Église près du pont". Le nom irlandais a été anglicisé en Kildroicht, Kildrought, Kildroght, Kildrout (prononcé en anglais : [kɪlˈ dɹaʊt]),.

## Démographie
Celbridge a été pendant un certain temps la troisième ville du comté de Kildare. La population a augmenté de 7,8 % entre 2002 et 2006. Il s'agit historiquement du taux de croissance le plus rapide de la ville en termes absolus (3 011 en quatre ans). En termes de pourcentage, il s'agissait d'un ralentissement par rapport aux taux de croissance antérieurs qui étaient à un moment donné les plus élevés d'Irlande.
Au recensement de 2011, 19 537 personnes vivaient à Celbridge. Sur une population de 17 262 habitants en 2006, 8 732 étaient des hommes et 8 530 desfemmes, 4 307 (25%) étaient âgées de 0 à 14 ans, 2 678 (15,5%) avaient entre 15 et 24 ans, 6 219 (35%) avaient entre 35 et 44 ans, 3 400 (19,7 pour cent) avaient entre 45 et 64 ans et 658 (3,6%) étaient âgés de 65 ans et plus. Parmi eux, 9 586 étaient célibataires, 6 602 étaient mariés, 715 étaient veufs et 359 étaient séparés. Seuls 4 146 (24,4 %) des 16 980, enregistrés comme «résidant habituellement à Celbridge», étaient nés dans le comté de Kildare. 10 071 (59,3 pc) étaient nés ailleurs en Irlande et 2 763 (16,3%) étaient nés hors d'Irlande.

### Évolution démographique
La ville a connu un accroissement de sa population parmi les plus spectaculaires d'Irlande.
Le tableau figure ci-dessous à droite.

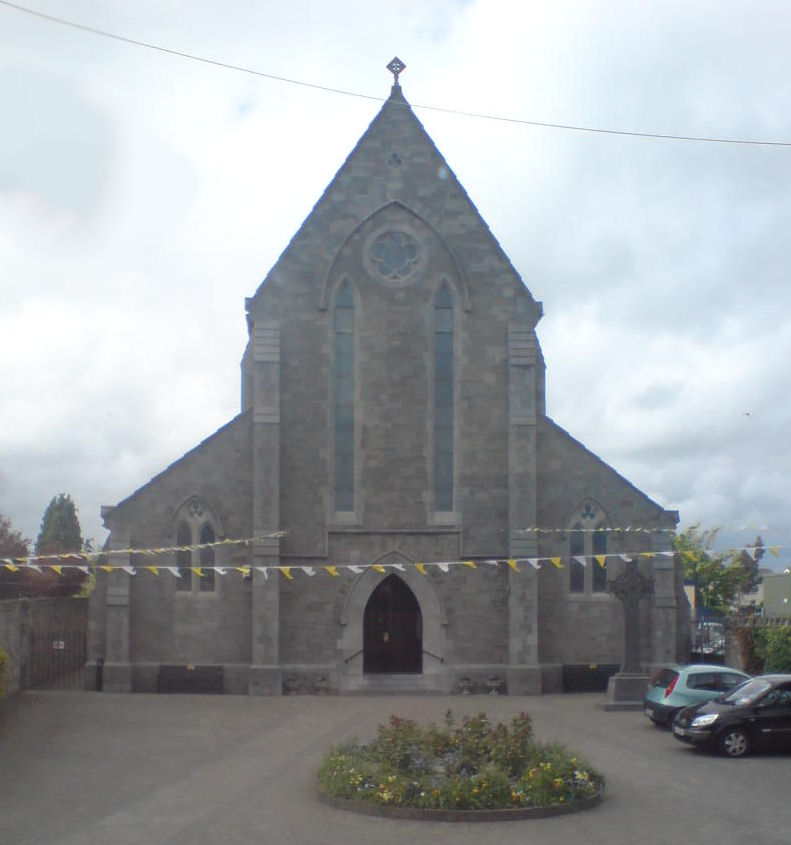
L'égliseSt. Patrick.
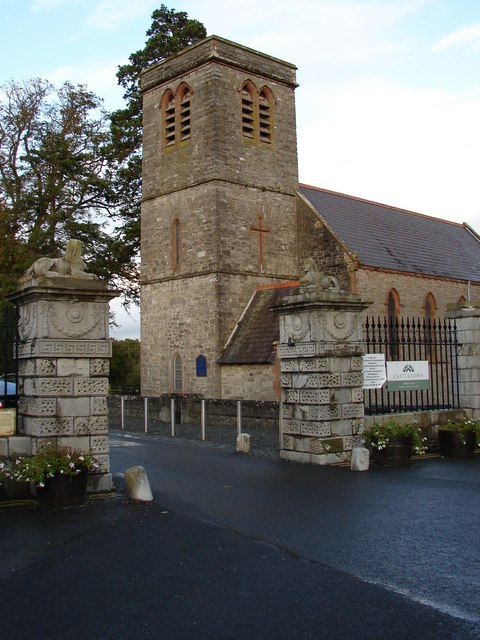
L'église du Christ.

## Enseignement
Celbridge compte six écoles primaires: Primrose Hill (mixte, COI), St Brigid's (filles, RC), Aghards également connu sous le nom de Scoil Mochua (mixte, RC), Scoil na Mainistreach (mixte, RC), North Kildare Educate Together National School (mixte, multiconfessionnelle) et St Patrick's actuellement située sur le terrain du GAA, sur la route de Newcastle (mixte, RC) ; et trois écoles secondaires : Celbridge Community School (une école mixte, fonctionnant sous les auspices du Kildare/Wicklow Education & Training Board et Educate Together), Wolstan's Community School pour les filles (la seule école communautaire entièrement féminine en Irlande) et Salesian College Celbridge pour les garçons.
Il existe également une école résidentielle spéciale, Saint Raphael's (mixte, catholique) pour les enfants ayant un trouble d'apprentissage. Celbridge possède également l'une des très rares écoles primaires Montessori d'Irlande, l'école Weston Primary Montessori, créée en 2016 par les parents et les enseignants de l'ancienne école Glebe.[citation nécessaire] 
Cette école propose l'enseignement Montessori aux enfants de 3 à 12 ans, elle est située sur le terrain du Barnhall Rugby Club.

## Personnalités liées à la commune
- Damien Rice, le chanteur et musicien irlandais, y a passé une partie de son enfance.
- Arthur Guinness